# 야스타케 도루
야스타케 도루(일본어: 安武 亨, 1978년 12월 10일 ~ )는 일본의 전 축구 선수이다.

## 구단 경력
과거 산프레체 히로시마에서 활동하였다.